# Negaça
 (mars 2023).
Si vous disposez d'ouvrages ou d'articles de référence ou si vous connaissez des sites web de qualité traitant du thème abordé ici, merci de compléter l'article en donnant les références utiles à sa vérifiabilité et en les liant à la section « Notes et références ».
La Negaça (tromperie, en portugais) est, en capoeira, un ensemble de mouvements du corps, de feintes, d'esquives et de balancements, destinés à troubler l'adversaire et à l'avoir par surprise.
La negaça était probablement la base de la capoeira quand cette dernière fut créée, avant d'être intégrée à la ginga. On la retrouve principalement en Capoeira Angola.